# Dinoderus creberrimus
Dinoderus creberrimus är en skalbaggsart som beskrevs av Pierre Lesne 1941. Dinoderus creberrimus ingår i släktet Dinoderus och familjen kapuschongbaggar. Inga underarter finns listade i Catalogue of Life.